# Nagytótfalu
Nagytótfalu là một thị trấn thuộc hạt Baranya, Hungary. Thị trấn này có diện tích 11,17 km², dân số năm 2010 là 393 người, mật độ 35 người/km².